# Dzierzążno Wielkie (gmina)
Dzierzążno Wielkie – dawna gmina wiejska istniejąca w latach 1945–1954 w woj. poznańskim (dzisiejsze woj. wielkopolskie). Siedzibą władz gminy było Dzierzążno Wielkie (obecna nazwa brzmi Dzierżążno Wielkie).
Gmina Dzierżążno Wielkie powstała po II wojnie światowej (1945) na terenie tzw. Ziem Odzyskanych (tzw. III okręg administracyjny – Pomorze Zachodnie). 25 września 1945 gmina – jako jednostka administracyjna powiatu trzcianeckiego – została powierzona administracji wojewody poznańskiego, po czym z dniem 28 czerwca 1946 została przyłączona do woj. poznańskiego, wchodząc równocześnie w skład nowo utworzonego powiatu pilskiego.
Według stanu z 1 lipca 1952 gmina składała się z 6 gromad: Dębogóra, Dzierzążno Małe, Dzierzążno Wielkie, Gieczynek, Kocień Wielki i Żelichowo. Gmina została zniesiona 29 września 1954 wraz z reformą wprowadzającą gromady w miejsce gmin. Jednostki nie przywrócono 1 stycznia 1973 wraz z kolejną reformą reaktywującą gminy.